# Peyriac-Minervois
Peyriac-Minervois – miejscowość i gmina we Francji, w regionie Oksytania, w departamencie Aude. Przez miejscowość przepływa rzeka Argent-Double. 
Według danych na rok 1990 gminę zamieszkiwały 1053 osoby, a gęstość zaludnienia wynosiła 103 osoby/km² (wśród 1545 gmin Langwedocji-Roussillon Peyriac-Minervois plasuje się na 320. miejscu pod względem liczby ludności, natomiast pod względem powierzchni na miejscu 745.).